# Kathedrale des heiligen Emmeram

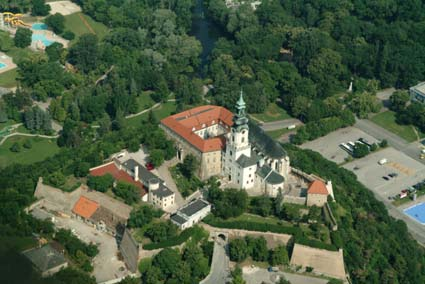
Luftbild der Kathedrale

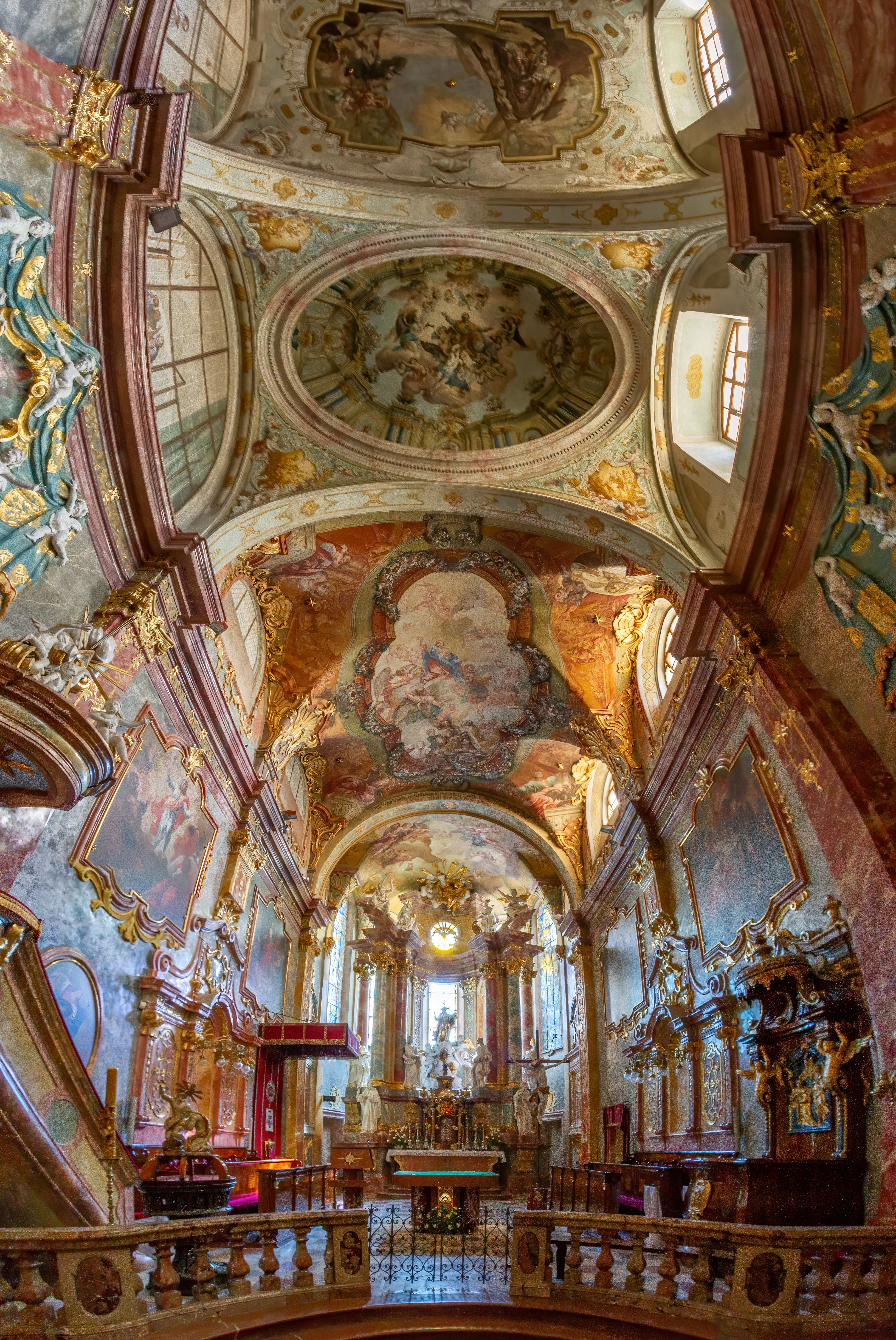
Altarraum (2019)

Die Kathedrale des heiligen Emmeram, auch Basilika des heiligen Emmeram (slowakisch Katedrála svätého Emeráma oder Bazilika svätého Emeráma) ist eine Kathedrale oberhalb der Stadt Nitra (deutsch Neutra) in der Westslowakei mit dem zusätzlichen Titel einer Basilica minor. Ähnlich wie der Veitsdom an der Prager Burg befindet sie sich im Gelände der Burg Nitra. Die Kirche ist dem heiligen Emmeram von Regensburg geweiht und ist die Kathedralkirche des Bistums Nitra.

## Geschichte
Die Kathedrale ist eigentlich aus drei verschiedenen Kirchengebäuden zusammengesetzt: aus einer romanischen Kirche aus dem 11. Jahrhundert, der gotischen oberen Kirche aus dem 14. Jahrhundert und der unteren Kirche aus dem 17. Jahrhundert.
Der älteste Teil ist die romanische Kirche des heiligen Emmeram aus dem 11. Jahrhundert, die nach neueren Forschungen auf Fundamenten aus dem 9. Jahrhundert steht. Diese wurde im 13. Jahrhundert durch ein Feuer beschädigt und 1317 durch das Heer des Oligarchen Matthäus Csák zerstört. Aus diesem Grund und wegen der Zunahme der christlichen Bevölkerung in der Gegend errichtete man zwischen 1333 und 1355 eine einschiffige gotische Kirche, in welche die alte Kirche eingegliedert wurde. Seit dieser Zeit diente sie als Kapitelsaal und als Schatzkammer des Kathedralschatzes. 1621–1642 wurde auf Initiative des Neutraer Bischofs Telegdy die untere Kirche erbaut, an der südlichen Längsseite der oberen Kirche und der Schmalseite der romanischen Kirche. Sie ist mit der oberen Kirche durch ein Treppenhaus verbunden.
Nachdem die Burganlage nach 1711 keine strategische Funktion mehr hatte, ließ man die Kirchen im barocken Stil umbauen, nach dem Plan von Domenico Martinelli. Der Hauptaltar der neu geschaffenen Kathedrale wurde 1732 geweiht. Der Umbau wurde 1736 fertiggestellt und aus dieser Zeit stammt auch die innere Ausstattung.
Zu den wertvollsten Teilen gehört der Altar der Kreuzabnahme in der unteren Kirche vom österreichischen Bildhauer Hans Pernegger. In der oberen Kirche befindet sich der Hauptaltar des Heilands mit mächtiger Säulenarchitektur. Ergänzt wird er durch ein Deckenfresko des österreichischen Malers Anton Galliarti. Die romanische Kirche trägt jedoch Spuren einer Instandsetzung, die 1931–1933 vor der Nationalfeier Pribinove slávnosti durchgeführt wurde, und enthält Werke zeitgenössischer Künstler, wie František Pospíšil, Ľudovít Fulla oder Ladislav Majerský.
Hinter dem Altar wurden bei Restaurierungsarbeiten im Jahr 2012 Fresken aus dem 14. oder 15. Jahrhundert freigelegt. Dabei soll es sich um eines der wertvollsten Gemälde der Slowakei handeln.
Die ursprüngliche Orgel wurde 1718–1723 von Samuel Zorkovský erbaut. Die Arbeit verzögerte sich mehrfach, unter anderem verlangte Zorkovský englisches Zinn, das unmittelbar in England angeschafft werden musste. Die Originaldisposition ist nicht mit Sicherheit bekannt, hatte aber wahrscheinlich 14 Register und entweder ein oder zwei Manuale. Ein gründlicher Umbau von Martin Šaško fand in den 1870er Jahren statt, zum Anlass der Nationalfeier Pribinove slávnosti wurde die Orgel 1932 zum zweiten Mal von Otakar Važanský noch einmal umgebaut, danach hatte sie 28 Register, zwei Manuale und Pedal. Aus der vorherigen Orgel blieben nur das Gehäuse und ein Teil der Prospektpfeifen.
Die gegenwärtige Orgel mit 30 Registern auf zwei Manuale und Pedal wurde 2016 von Orgelbau Kögler erbaut.